# Flordell Hills
Flordell Hills – miasto w Stanach Zjednoczonych, w stanie Missouri, w hrabstwie St. Louis.